# Терны (Харьковская область)
Терны (укр. Терни) — село, Новоегоровский сельский совет, Двуречанский район, Харьковская область, Украина.
Код КОАТУУ — 6321883307. Население по переписи 2001 года составляет 252 (121/131 м/ж) человека.

## Географическое положение
Село Терны находится на одном из отрогов балки Чернявка, в 2-х км от границы с Россией, в 2-х км от села Мальцевка, в 4-х км от села Граково, в 7-и км от села Новоегоровка. Самый восточный населённый пункт Харьковской области.

## История
- 1820 — дата основания.

## Объекты социальной сферы
- Клуб.